# Lonicera morrowii
Espèce
Classification phylogénétique
Lonicera  morrowii,  en anglais Morrow's Honeysuckle est une espèce de chèvrefeuille, arbustes de la famille des caprifoliacées.

## Description

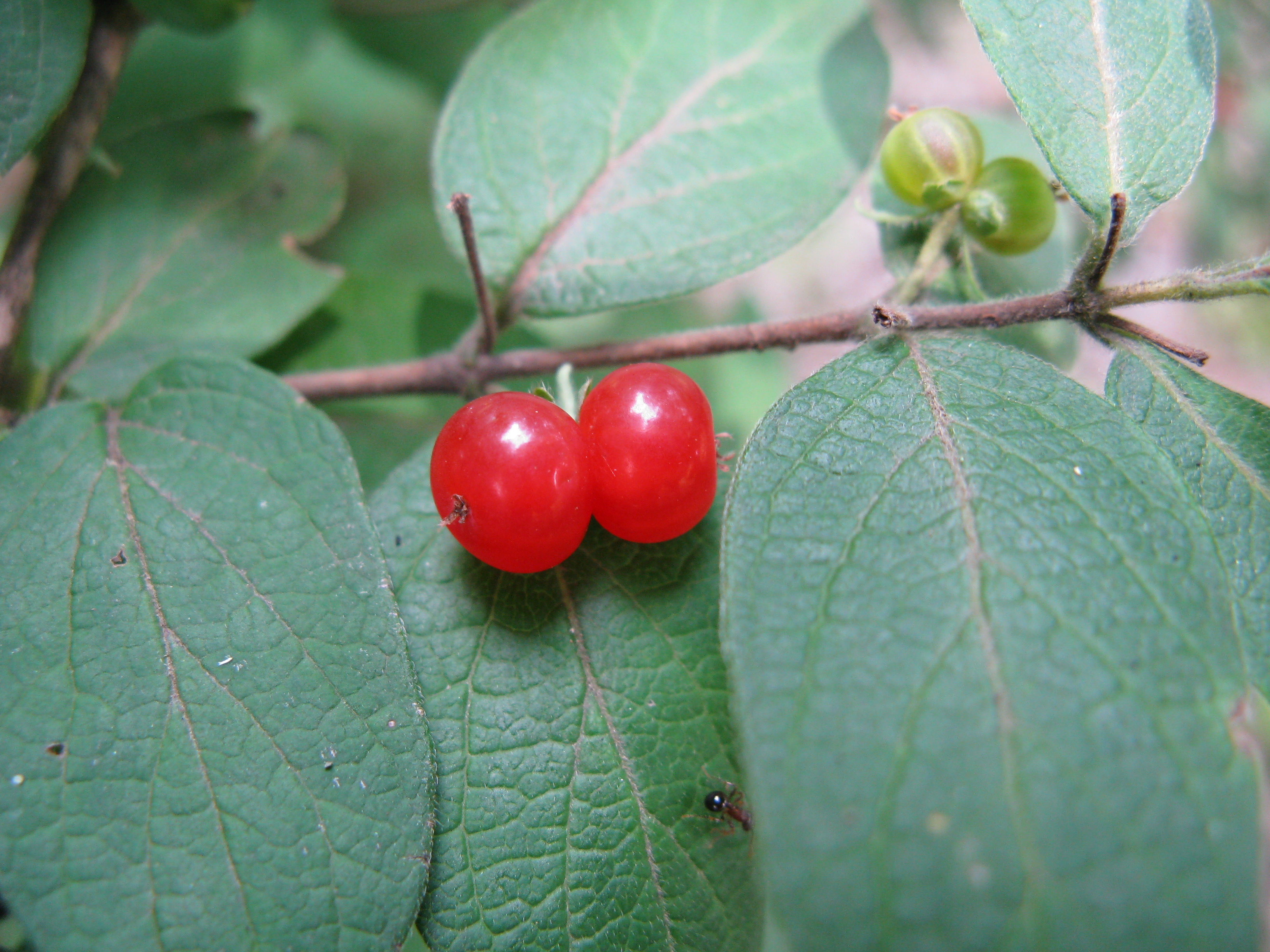
baies de lonicera morrowii

C'est un arbuste haut de 2 à 2,5 mètres.
Ses feuilles sont longues de 6 à 8 cm.
Ses fleurs sont blanches à jaune très pâle, à long tube et assez grandes. ses baies sont rouge foncé.

## Habitat
Lonicera subspicata est originaire d'une partie de l'Asie, Japon, Corée et Mandchourie.
C'est une espèce invasive en Amérique-du-Nord.